# Ердрі (Альберта)
Ердрі або Еірдрі (англ. Airdrie) — місто в Канаді, у провінції Альберта, у складі муніципального району Рокі-В'ю.

## Населення
За даними перепису 2016 року, місто нараховувало 61581 особу, показавши зростання на 42,3 %, порівняно з 2011-м роком. Середня густина населення становила 728,2 осіб/км².
З офіційних мов обидвома одночасно володіли 4 735 жителів, тільки англійською — 56 555, тільки французькою — 60, а 235 — жодною з них. Усього 6,140 осіб вважали рідною мовою не одну з офіційних, з них 10 — одну з корінних мов, а 100 — українську.
Працездатне населення становило 36 145 осіб (78,8 % усього населення), рівень безробіття — 8,3 % (8,9 % серед чоловіків та 7,8 % серед жінок). 89,2 % осіб були найманими працівниками, а 9,4 % — самозайнятими.
Середній дохід на особу становив $61 353 (медіана $49 989), при цьому для чоловіків — $76 817, а для жінок $46 168 (медіани — $66 004 та $37 206 відповідно).
29,6 % мешканців мали закінчену шкільну освіту, не мали закінченої шкільної освіти — 13,4 %, 56,9 % мали післяшкільну освіту, з яких 31,8 % мали диплом бакалавра, або вищий, 145 осіб мали вчений ступінь.
| Статево-вікова структура населення | Статево-вікова структура населення | Статево-вікова структура населення | Статево-вікова структура населення | Статево-вікова структура населення |
| ---------------------------------- | ---------------------------------- | ---------------------------------- | ---------------------------------- | ---------------------------------- |
|                                    |                                    |                                    |                                    |                                    |
| Всього                             | Всього                             | 50,1%49,9%                         |                                    |                                    |
| 0 — 14 років                       | 0 — 14 років                       |                                    | 25%                                | 25%                                |
| 15 — 64 років                      | 15 — 64 років                      |                                    | 68,3%                              | 68,3%                              |
| 65 і більше                        | 65 і більше                        |                                    | 6,7%                               | 6,7%                               |
| 85 і більше                        | 85 і більше                        |                                    | 0,6%                               | 0,6%                               |
| Середній вік (років)               | Середній вік (років)               | 32,733,7                           | 33,2                               | 33,2                               |
| Медіана (років)                    | Медіана (років)                    | 33,133,5                           | 33,3                               | 33,3                               |
| — чоловіки — жінки                 |                                    |                                    |                                    |                                    |

| Походження мешканців:     | Походження мешканців:     | Походження мешканців: | Походження мешканців: | Походження мешканців: |
| ------------------------- | ------------------------- | --------------------- | --------------------- | --------------------- |
| Походження                |                           |                       | осіб                  | %                     |
| Корінні американці        | Корінні американці        |                       | 4 050                 | 6.58%                 |
| Інше північноамериканське | Інше північноамериканське |                       | 19 630                | 31.88%                |
| Європейське               | Європейське               |                       | 45 675                | 74.17%                |
| британське                | британське                |                       | 31 485                | 51.13%                |
| французьке                | французьке                |                       | 7 995                 | 12.98%                |
| українське                | українське                |                       | 5 315                 | 8.63%                 |
| Латинськоамериканське     | Латинськоамериканське     |                       | 1 160                 | 1.88%                 |
| Карибське                 | Карибське                 |                       | 740                   | 1.2%                  |
| Африканське               | Африканське               |                       | 1 690                 | 2.74%                 |
| Азійське                  | Азійське                  |                       | 5 590                 | 9.08%                 |
| Океанійське               | Океанійське               |                       | 245                   | 0.4%                  |

| Зайнятість населення за галузями (за класифікацією NOC): | Зайнятість населення за галузями (за класифікацією NOC): | Зайнятість населення за галузями (за класифікацією NOC): | Зайнятість населення за галузями (за класифікацією NOC): | Зайнятість населення за галузями (за класифікацією NOC): |
| -------------------------------------------------------- | -------------------------------------------------------- | -------------------------------------------------------- | -------------------------------------------------------- | -------------------------------------------------------- |
|                                                          |                                                          |                                                          |                                                          |                                                          |
| Управління                                               | Управління                                               |                                                          | 11,6%                                                    | 11,6%                                                    |
| Бізнес, фінанси та адміністрування                       | Бізнес, фінанси та адміністрування                       |                                                          | 16,9%                                                    | 16,9%                                                    |
| Природничі та прикладні науки                            | Природничі та прикладні науки                            |                                                          | 8,3%                                                     | 8,3%                                                     |
| Охорона здоров'я                                         | Охорона здоров'я                                         |                                                          | 6,1%                                                     | 6,1%                                                     |
| Освіта, правозахист, муніципальні та урядові служби      | Освіта, правозахист, муніципальні та урядові служби      |                                                          | 10%                                                      | 10%                                                      |
| Мистецтво, культура, відпочинок та спорт                 | Мистецтво, культура, відпочинок та спорт                 |                                                          | 1,8%                                                     | 1,8%                                                     |
| Роздрібна торгівля та послуги                            | Роздрібна торгівля та послуги                            |                                                          | 20,9%                                                    | 20,9%                                                    |
| Гуртова торгівля, транспорт та обладнання                | Гуртова торгівля, транспорт та обладнання                |                                                          | 19,7%                                                    | 19,7%                                                    |
| Природні ресурси, сільське господарство                  | Природні ресурси, сільське господарство                  |                                                          | 2,4%                                                     | 2,4%                                                     |
| Виробництво                                              | Виробництво                                              |                                                          | 2,4%                                                     | 2,4%                                                     |

## Клімат
Середня річна температура становить 3,4 °C, середня максимальна — 21,7 °C, а середня мінімальна — -17,2 °C. Середня річна кількість опадів — 429 мм.
| Клімат поселення                              | Клімат поселення | Клімат поселення | Клімат поселення | Клімат поселення | Клімат поселення | Клімат поселення | Клімат поселення | Клімат поселення | Клімат поселення | Клімат поселення | Клімат поселення | Клімат поселення | Клімат поселення |
| Показник                                      | Січ.             | Лют.             | Бер.             | Квіт.            | Трав.            | Черв.            | Лип.             | Серп.            | Вер.             | Жовт.            | Лист.            | Груд.            |                  |
| Середній максимум, °C                         | −3,79            | −0,26            | 3,82             | 10,48            | 15,99            | 19,86            | 21,66            | 21,28            | 16,29            | 10,89            | 2,68             | −2,18            |                  |
| Середня температура, °C                       | −10,48           | −6,95            | −2,88            | 3,78             | 9,30             | 13,18            | 15,62            | 15,23            | 10,23            | 4,86             | −3,37            | −8,22            |                  |
| Середній мінімум, °C                          | −17,17           | −13,63           | −9,58            | −2,91            | 2,60             | 6,48             | 9,57             | 9,20             | 4,19             | −1,2             | −9,4             | −14,26           |                  |
| Норма опадів, мм                              | 13               | 10               | 18               | 26               | 57               | 85               | 70               | 60               | 48               | 16               | 14               | 12               |                  |
| Середньомісячна швидкість вітру, м/с          | 3.60             | 3.40             | 3.72             | 3.90             | 3.90             | 3.60             | 3.20             | 3.10             | 3.39             | 3.66             | 3.70             | 3.60             |                  |
| Середньомісячна сонячна радіація, кДж/м²·день | 3886             | 7381             | 12621            | 17132            | 20557            | 21859            | 22899            | 19441            | 13599            | 8153             | 4202             | 3007             |                  |
| --------------------------------------------- | ---------------- | ---------------- | ---------------- | ---------------- | ---------------- | ---------------- | ---------------- | ---------------- | ---------------- | ---------------- | ---------------- | ---------------- | ---------------- |
| Джерело:                                      |                  |                  |                  |                  |                  |                  |                  |                  |                  |                  |                  |                  |                  |